# Réserve naturelle provinciale Alexander Stewart
La réserve naturelle provinciale Alexander Stewart (anglais : Alexander Stewart Provincial Nature Reserve) est une réserve naturelle de l'Ontario située dans le comté de Renfrew. 

## Flore
La réserve protège une forêt de feuillues composée d'érable (Acer sp.), de hêtre à grandes feuilles (Fagus grandifolia), de tilleul d'Amérique (Tilia americana), de charme de Caroline (Carpinus caroliniana) et de chêne à gros fruits (Quercus macrocarpa).